# COS-Zellen

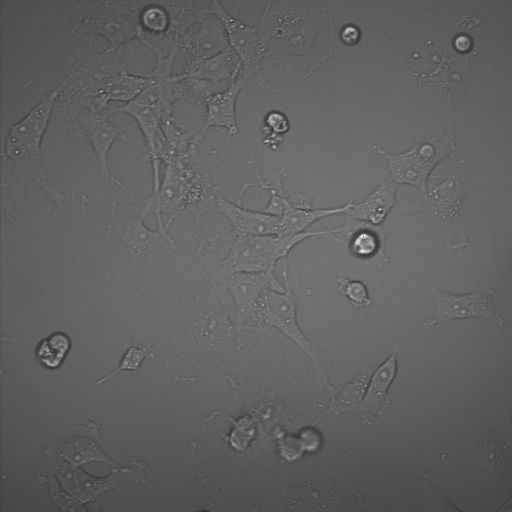
COS-7-Zellen, vierzigfach vergrößert

COS-Zellen (von engl. CV-1 in Origin, carrying SV40 ‚ursprünglich CV-1, trägt SV40‘) sind Zellen einer Zelllinie, die aus den immortalisierten CV-1-Zellen einer afrikanischen grünen Meerkatze (Chlorocebus aethiops) durch  Transformation mit einem replikationsdefizienten Simian-Virus 40 hervorgegangen sind. Sie werden unter anderem zur Herstellung rekombinanter Proteine und zur Kultur mancher Viren verwendet.

## Eigenschaften
COS-Zellen sind adhärent wachsende Zellen und von der Zellabstammung Fibroblasten der Niere. Meistens werden die Klone 1 oder 7 verwendet. Sie werden in Zellkultur vermehrt und können transfiziert werden. Aufgrund der Immortalisierung mit einem replikationsdefizienten Simian-Virus 40 besitzen COS-Zellen das große T-Antigen. Daher werden Vektoren mit einem SV40-Replikationsursprung in COS-Zellen repliziert.

## Geschichte
CV-1-Zellen wurden 1964 veröffentlicht. COS-1-, COS-3- und COS-7-Zellen wurden 1981 von Y. Gluzman publiziert.